# Pfalzweyer
 Pfalzweyer (en alsacià Pfàlzweier) és un municipi francès, situat a la regió del Gran Est, al departament del Baix Rin. L'any 1999 tenia 309 habitants.
Forma part del cantó d'Ingwiller, del districte de Saverne i de la Comunitat de comunes de Hanau-La Petite Pierre.

## Demografia
| 1962 | 1968 | 1975 | 1982 | 1990 | 1999 |
| ---- | ---- | ---- | ---- | ---- | ---- |
| 307  | 309  | 307  | 288  | 307  | 309  |

## Administració
| Període | Identitat          | Partit |
| ------- | ------------------ | ------ |
| 2001-   | Daniel Holzscherer |        |